# Малі тіла Сонячної системи

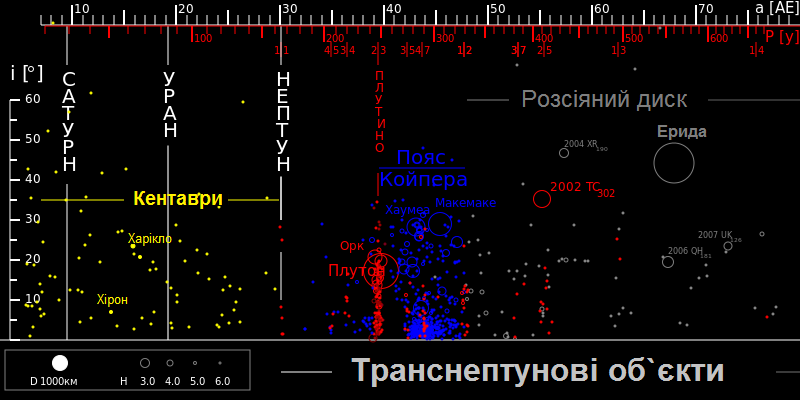

Малі тіла Сонячної системи — астрономічні об'єкти Сонячної системи менші за планети.
У Сонячній системі, окрім Сонця і восьми великих планет, є так звані малі тіла. Це малі планети, комети, метеорні тіла або метеороїди і міжпланетний пил. У наш час[коли?] доводиться говорити і про космічне сміття — сукупність штучних об'єктів та їхніх фрагментів у космосі, які не функціонують, але здатні пошкодити або навіть зруйнувати штучний супутник чи міжпланетні станції.

Діаграма Ейлера, що показує типи тіл Сонячної системи

## Астероїди
Астероїди здебільшого обертаються між орбітами Марса і Юпітера й невидимі неозброєним оком. Перший астероїд було відкрито в 1801 р., і за традицією її назвали одним з імен греко-римської міфології — Церера. Незабаром було знайдено й інші астероїди, названі Палладою, Вестою і Юноною. Застосовуючи фотографію, почали відкривати дедалі слабші астероїди. Станом на 24 серпня 2022 року відомо понад 1 000 000 астероїдів. Протягом мільярдів років астероїди час від часу стикаються один з одним.
На цю думку наводить те, що ряд астероїдів має не кулясту, а неправильну форму. Сумарна маса астероїдів оцінюється лише як 0,1 маси Землі.
Найяскравіший астероїд, Веста, не буває яскравішим 6-ї зоряної величини. Найбільший астероїд — Церера. Його діаметр близько 800 км, і за орбітою Марса навіть у найсильніші телескопи на такому малому диску нічого не можна побачити. Діаметр найменших відомих астероїдів становить лише близько кілометра. Звичайно, астероїди не мають атмосфери. На небі малі планети схожі на зорі, тому їх назвали астероїдами, що в перекладі з давньогрецької означає «зореподібні». Як і для планет, для них характерне петлеподібне переміщення на фоні зоряного неба. Орбіти деяких астероїдів мають незвичайно великі ексцентриситети. Внаслідок цього в перигелії астероїди підходять до Сонця ближче, ніж Марс і Земля, а Ікар — ближче, ніж Меркурій. У 1968 р. Ікар наблизився до Землі на відстань менш як 10 млн кілометрів, але його зовсім незначне притягання ніяк не вплинуло на Землю. Часом близько підходять до Землі Гермес, Ерос та інші малі планети.
Нові астероїди відкривають щороку. Першовідкривач має переважне право вибрати назву відкритої ним планети. У наш час[коли?] найчастіше астероїдам присвоюють імена відомих учених, героїв, діячів науки і мистецтва. Так, у 1978 р. було відкрито астероїд, який дістав згодом ім'я Воронвелія на честь автора одного з підручників, совєцького астронома Воронцова-Вельямінова.

## Боліди і метеорити
Болідом називається досить рідкісне явище — летюча по небу вогненна куля. Це явище спричиняється вторгненням у щільні шари атмосфери великих твердих частинок, які називають метеорними тілами. Рухаючись в атмосфері, частинка нагрівається внаслідок гальмування, і навколо неї утворюється обширна світна оболонка з розжарених газів. Боліди часто мають помітний кутовий діаметр, і їх видно навіть удень. Марновірні люди вважали такі вогненні кулі літаючими драконами з вогнедишною пащею. Від сильного опору повітря метеорне тіло нерідко розколюється і з гуркотом падає на Землю у вигляді осколків. Рештки метеорних тіл, що впали на Землю, називаються метеоритами.
Метеорне тіло невеликих розмірів іноді повністю випаровується в атмосфері Землі. Здебільшого його маса за час польоту дуже зменшується й до Землі долітають тільки рештки, які звичайно встигають охолонути, коли космічну швидкість погасив опір повітря. Іноді випадає навіть метеоритний дощ. Під час польоту метеорити обплавляються й покриваються чорною кірочкою. Один такий «чорний камінь» у Мецці вмурований у стіну храму і є предметом релігійного поклоніння.
Відомо три види метеоритів: кам'яні, залізні та залізо-кам'яні. Іноді метеорити знаходять через багато років після їхнього падіння. Особливо багато знайдено залізних метеоритів. За вмістом радіоактивних елементів і свинцю визначають вік метеоритів. Він різний, а найстаріші метеорити мають вік 4,5 млрд років.
Деякі дуже великі метеорити при великій швидкості падіння вибухають і утворюють метеоритні кратери, які нагадують місячні. Найбільший з виявлених кратерів знаходиться в Аризоні в США. Його діаметр 1200 м і глибина 200 м. Цей кратер виник, очевидно, близько 5000 років тому. Знайдено сліди ще більших і давніших метеоритних кратерів. Усі метеорити — це члени Сонячної системи.
Оскільки відкрито чимало невеликих астероїдів, які перетинають орбіту Марса, можна гадати, що метеорити — це осколки астероїдів з орбітами, які перетинають орбіту Землі. Структура деяких метеоритів свідчить про те, що на них впливали високі температури й тиски, отже, метеорити могли існувати в надрах зруйнованої планети або великого астероїда.
У складі метеоритів виявлено значно менше мінералів, ніж у земних гірських породах. Це свідчить про примітивний характер метеоритної речовини. Однак багато мінералів, що входять до складу метеоритів, не зустрічаються на Землі. Наприклад, більшість кам'яних метеоритів містить округлі зерна — хондри, хімічний склад яких майже такий самий, як у Сонця. Ця найдавніша речовина дає відомості про початковий етап формування планет Сонячної системи.

## Комети
Комети, їх відкриття і рух. Перебуваючи в просторі далеко від Сонця, комети мають вигляд дуже слабких, розмитих, світлих плям з ядром у центрі. Стають дуже яскравими й утворюють хвости лише ті комети, які проходять порівняно близько від Сонця. Вигляд комети із Землі залежить також од відстані до неї, кутової відстані від Сонця, світла Місяця тощо. Великі комети — туманні утворення з довгим блідим хвостом — вважалися провісниками всіляких бід, воєн і т. ін. Ще в 1910 р. в царській Росії служили молебні, щоб відвести «божий гнів в образі комети».
Уперше І. Ньютон обчислив орбіту комети, спостерігаючи її переміщення на фоні зір, і переконався, що вона, подібно до планет, рухалася в Сонячній системі під дією тяжіння Сонця. Його сучасник, англійський учений Е. Галлей (1656—1742), обчисливши орбіти кількох комет, висловив припущення, що в 1531, 1607 і 1682 рр. спостерігалась одна й та сама комета, яка періодично повертається до Сонця, і вперше передбачив її появу. У 1758 р., як і передбачив Галлей (через 16 років після його смерті), вона справді з'явилася і дістала назву комети Гал лея. В афелії вона виходить за орбіту Нептуна (мал. 61) і через 75—76 років знову повертається до Землі і Сонця. У 1986 р. комета Галлея також пройшла на найкоротшій відстані від Сонця. На зустріч з нею вперше було направлено автоматичні міжпланетні станції з науковою апаратурою.
Комета Галлея належить до періодичних комет. Нині відомо багато короткоперіодичних комет з періодами обертання від трьох (комета Енке) до десяти років, їхні афелії розташовані біля орбіти Юпітера. Наближення комет до Землі та їхній майбутній видимий шлях по небу обчислюють заздалегідь з великою точністю. Разом з тим є комети, які рухаються по дуже витягнутих орбітах з великими періодами обертання. Ми беремо їхні орбіти за параболи, хоч насправді вони, очевидно, є дуже витягнутими еліпсами, але відрізнити ці криві, знаючи тільки малий відрізок шляху комет поблизу Землі і Сонця, нелегко. Більшість комет не мають хвоста і видно їх тільки в телескоп.
Щороку з'являються відомості про відкриття кількох невідомих раніше комет, яким дають назву за прізвищем ученого, що їх відкрив. До каталогів занесено близько тисячі комет, які спостерігалися.
Фізична природа комет. Маленьке ядро діаметром кілька кілометрів — єдина тверда частина комети, і в ньому практично зосереджена вся її маса. Маса комет надто мала й зовсім не впливає на рух планет. А планети спричиняють великі збурення в русі комет.
Ядро комети, очевидно, складається із суміші пилинок, твердих грудочок речовини й замерзлих газів, таких, як вуглекислий газ, аміак, метан. З наближенням комети до Сонця ядро прогрівається і з нього виділяються гази й пил. Вони утворюють газову оболонку — голову комети. Газ і пил, що входять до складу голови, під дією тиску сонячного випромінювання і корпускулярних потоків утворюють хвіст комети, завжди спрямований у протилежний від Сонця бік (мал. 62). [1] Чим ближче до Сонця підходить комета, тим вона яскравіша і тим довший її хвіст внаслідок її опромінювання та інтенсивного виділення газів. Найчастіше він прямий, тонкий, струменистий. У великих і яскравих комет іноді спостерігається широкий, вигнутий віялом хвіст (мал. 63). Деякі хвости досягають у довжину відстані від Землі до Сонця, а голова комети — розмірів Сонця. З віддаленням від Сонця вигляд і яскравість змінюються у зворотному порядку і комета зникає з поля зору, досягнувши орбіти Юпітера.
Спектр голови і хвоста комети має звичайно яскраві смути. Аналіз його показує, що голова комети складається в основному з пари вуглецю й ціану, а до складу її хвоста входять іонізовані молекули оксиду вуглецю (II) (чадного газу). Спектр ядра комети є копією сонячного спектра, тобто ядро світиться відбитим сонячним світлом. Голова і хвіст світяться холодним світлом, поглинаючи і потім перевипромінюючи сонячну енергію (це різновид флуоресценції). На відстані Землі від Сонця комета не гарячіша, ніж Земля.
Федір Бредіхін (1831—1904) розробив спосіб визначення за кривизною хвоста сили, що діє на його частинки. Він класифікував кометні хвости і пояснив ряд спостережуваних у них явищ на основі законів механіки й фізики. В останні роки з'ясували, що рух газів у прямих хвостах та злами в них спричинені взаємодією іонізованих молекул газів хвоста з потоком частинок (корпускул), який налітає на них від Сонця і який називається сонячним в і т-р о м. Дія сонячного вітру на іони кометного хвоста перевищує притягання їх Сонцем у тисячі разів. Посилення короткохвильової радіації Сонця і корпускулярних потоків викликає раптові спалахи яскравості комет.
У 1910 р. Земля пройшла крізь хвіст комети Галлея, де є чадний газ. Однак його домішку в приземному повітрі не вдалось виявити, бо навіть у голові комети гази надзвичайно розріджені. Зіткнення Землі з ядром комети дуже малоймовірне. Можливо, таке зіткнення спостерігалося в 1908 р. як падіння Тунгуського метеорита. При цьому на висоті кількох кілометрів стався потужний вибух, повітряна хвиля якого повалила ліс на величезній площі.

## Метеорні потоки
Давно помічено, що ядра періодичних комет виснажуються, з кожним обертом вони світяться дедалі слабше. Не раз спостерігався поділ кометних ядер на частини. Це руйнування спричиняли або сонячні припливи, або зіткнення з метеоритними тілами. Комету, відкриту чеським ученим Біелою ще в 1772 р., спостерігали під час повторних повернень із семирічним періодом. У 1846 р. її ядро розпалося, і вона перетворилася у дві слабкі комети, яких після 1852 р. не вдалося побачити. Коли в 1872 р., за розрахунками, зниклі комети повинні були пройти поблизу Землі, спостерігався дощ «падаючих зір». Відтоді 27 листопада це явище повторюється щороку, хоч і менш ефектно. Дрібні тверді частинки ядра колишньої комети Біели, яке розпалося, розсіялись уздовж її орбіти, і, коли Земля перетинає їх потік, вони влітають в її атмосферу. Ці частинки спричиняють в атмосфері явище метеорів і повністю руйнуються, не долітаючи до Землі. Відомий ряд інших метеорних потоків, ширина яких незмірно більша за розмір ядер комет, що їх породили.
З кометою Галлея пов'язані два метеорні потоки, один з яких спостерігається у травні, другий — у листопаді.
Фотографуючи шлях одного й того самого метеора на зоряному небі, як він проєктується для спостерігачів, визначають висоту, на якій з'явився метеор. Найчастіше метеорні тіла починають світитися на висоті 100—120 км і повністю випаровуються вже на висоті 80 км. У їхніх спектрах видно яскраві лінії заліза, кальцію, кремнію тощо. Вивчення спектрів метеорів дає змогу встановити хімічний склад твердих частинок, що покинули ядро комети. Фотографуючи політ метеора камерою, об'єктив якої перекривається обертовим затвором, дістають переривчастий слід, за яким можна оцінити гальмування метеора повітрям.
За розрахунками, маса метеорних тіл — порядку міліграмів, а розмір — частки міліметрів. Очевидно, метеорні тіла — це пористі частинки, заповнені кометним льодом, що випаровується першим.
Вдається визначити швидкість метеорів. Метеорні тіла, які наздоганяють Землю, влітають у її атмосферу зі швидкістю, не меншою за 11 км/с, а ті що летять назустріч Землі, мають швидкість близько 60—70 км/с.
Розжарені гази, які залишає метеорне тіло, утворюють світний слід. Метеорна частинка на своєму шляху іонізує повітря. Слід з іонізованого повітря відбиває радіохвилі. Це дало змогу застосовувати для вивчення метеорів радіолокатор.
Інколи здається, що метеори вилітають з якогось простору на небі, який називається радіантом метеорного потоку. Це ефект перспективи. Якщо продовжити шляхи метеорів, що летять у паралельних напрямах, то здаватиметься, ніби вони сходяться вдалині, як рейки залізниці. Радіант знаходиться на небі в тому напрямі, звідки летять дані метеорні тіла. Кожний радіант займає певне положення серед сузір'їв і бере участь у добовому обертанні неба. Положення радіанта визначає назву метеорного потоку. Наприклад, метеори, які спостерігаються 10—12 серпня і радіант яких знаходиться в сузір'ї Персея, називаються персеїдами.

## Інтернет-ресурси
- NASA images and videos about asteroids and comets [Архівовано 20 квітня 2019 у Wayback Machine.]
- Expected Science Return of Spatially-Extended In-Situ Exploration at Small Solar System Bodies [Архівовано 28 липня 2020 у Wayback Machine.]
- Малі тіла Сонячної системи.